# Bisfenol F
Bisfenol F, 4,4’-diidroxidifenilmetano, p,p-bisfenol F, p,p’-metillenodifenol, 4,4’-metilenodifeno, 4,4’-metilenodifenol ou 4,4’-metilenobisfenol, abreviado na literatura como p,p’-BPF ou PP-BIP-F, é o composto orgânico com a fórmula C13H12O2, com massa molecular 200,23. Apresenta ponto de fusão de 162-164 °C. É classificado com o número CAS 620-92-8, CBNumber CB6476809, e MOL File 620-92-8.mol.